# Cargolet dentat
El cargolet dentat (Odontorchilus cinereus) és un ocell de la família dels troglodítids (Troglodytidae).

## Hàbitat i distribució
Habita la selva pluvial, a les terres baixes de Brasil amazònic i nord-est de Bolívia.